# 1355 Magoeba
Magoeba (asteróide 1355) é um asteróide da cintura principal, a 1,7702835 UA. Possui uma excentricidade de 0,044845 e um período orbital de 921,58 dias (2,52 anos).
Magoeba tem uma velocidade orbital média de 21,87803179 km/s e uma inclinação de 22,827º.
Esse asteróide foi descoberto em 30 de Abril de 1935 por Cyril Jackson.